# Brado
Pour plus de détails, voir Fiche technique et Distribution.
Brado est un film dramatique italien réalisé par Kim Rossi Stuart et sorti en 2022.

## Synopsis
Le jeune Tommaso n'a pas vu depuis longtemps son père, Renato, avec lequel il entretient une relation extrêmement conflictuelle et non résolue. Renato vit dans un ranch isolé en Toscane, où il dirige un élevage de chevaux et un centre équestre. C'est là que le garçon et sa sœur Viola ont grandi sans mère. Le surnom de l'endroit est l'emblématique « Brado ». Lorsque Renato se fracture le bras en tombant de cheval, Tommaso se voit contraint d'aider son père à gérer le ranch familial qu'il a toujours détesté.
Ils se rencontrent pour dresser un cheval récalcitrant et l'emmener gagner une compétition de cross-country, mais en même temps ils vont essayer de dissoudre ce climat de colère, d'hostilité et de ressentiment qui les a empêchés d'être proches pendant si longtemps. C'est une course d'obstacles difficile que le cheval doit franchir, et c'est pour eux deux également course d'obstacle à affronter pour reconstruire l'amour et la proximité qu'ils ont perdus à cause de l'éloignement de leur mère.

## Fiche technique
- Titre original : Brado[1],[2]
- Réalisation : Kim Rossi Stuart
- Scénario : Kim Rossi Stuart, Massimo Gaudioso
- Photographie : Matteo Cocco (it)
- Montage : Alessio Rivellino
- Musique : Andrea Guerra (it)
- Décors : Giulia Carnevali, Carlo Rescigno, Giuliana Lipparini
- Production : Marco Camilli, Luigi Pinto, Carlo Degli Esposti (it), Valerio Palusci
- Sociétés de production : Palomar (it), Vision Distribution
- Pays de production :  Italie
- Langue originale : italien
- Format : couleurs
- Genre : Drame
- Durée : 117 minutes
- Dates de sortie : 
  - Italie : 30 octobre 2022
  - France : 13 janvier 2023 (Festival de Rome à Paris)

## Distribution
- Saul Nanni : Tommaso
- Kim Rossi Stuart : Renato
- Ilaria Spada : l'amie de Renato
- Viola Sofia Betti : Anna
- Federica Pocaterra : Viola
- Alma Noce : Rachele
- Paola Lavini : Client
- Barbora Bobulova : Stefania